# ماريكا ريفيرا
ماريكا ريفيرا (بالفرنسية: Marika Rivera)‏ هي ممثلة فرنسية، ولدت في 13 نوفمبر 1919 بباريس في فرنسا، وتوفيت في 14 يناير 2010 في المملكة المتحدة.

## أعمال

### أفلام
- (1965) حبيبتي
- (1971) عازف الكمان على السقف

## وصلات خارجية
- ماريكا ريفيرا على موقع IMDb (الإنجليزية)
- ماريكا ريفيرا على موقع ألو سيني (الفرنسية)
- ماريكا ريفيرا على موقع أول موفي (الإنجليزية)
- ماريكا ريفيرا على موقع قاعدة بيانات الأفلام السويدية (السويدية)
- ماريكا ريفيرا على موقع قاعدة بيانات الفيلم (الإنجليزية)
- ماريكا ريفيرا على موقع كينوبويسك (الروسية)